# Coupe des nations du Pacifique 2017
Navigation
Coupe 2016 Coupe 2018
La Coupe des nations du Pacifique 2017 (en anglais : Pacific Nations Cup 2017) est la douzième édition de la compétition. Elle regroupe les équipes des Fidji, des Tonga et des Samoa. La compétition se déroule du 1 juillet au 15 juillet 2017. Cette année, le Canada, le Japon et les États-Unis ne peuvent participer à cause du processus de qualification pour la Coupe du monde 2019. En 2018, la PNC reprend son format ordinaire.
Grâce à ses deux victoires en autant de matchs, les Fidji remportent la compétition.

## Classement
| Rang | Pays      | J | V | N | D | Bo | Bd | Pm | Pe | Diff | Pts |
| ---- | --------- | - | - | - | - | -- | -- | -- | -- | ---- | --- |
| 1    | Fidji (T) | 2 | 2 | 0 | 0 | 1  | 0  | 52 | 26 | +26  | 9   |
| 2    | Tonga     | 2 | 1 | 0 | 1 | 0  | 1  | 40 | 40 | 0    | 5   |
| 3    | Samoa     | 2 | 0 | 0 | 2 | 0  | 1  | 42 | 68 | -26  | 1   |

|  | Vainqueur |

T Tenant du titre

Attribution des points
Victoire : 4, match nul : 2, défaite : 0 ; plus les bonus (offensif : 4 essais marqués ; défensif : défaite par 7 points d'écart maximum).

Règles de classement
Lorsque deux équipes sont à égalité au nombre total de points terrain, la différence se fait aux nombres de point terrain particuliers entre les équipes à égalité.

## Détails des matches

### 1rejournée
| 1er juillet 2017 15 h 00 TOT (UTC+13) | Tonga | 30 - 26 | Samoa | Teufaiva Sport Stadium, Nuku'alofa 10 000 spectateurs Arbitre : Marius Mitrea (Italie) |
| 1er juillet 2017 15 h 00 TOT (UTC+13) | Essai(s) : Nili Latu 13e Atieli Pakalani 17e Sonatane Takulua 47e Transformation(s) : Takulua (3/3) 14e, 19e, 49e Pénalité(s) : Takulua (3/3) 12e, 33e, 42e |         | Essai(s) : Faifili Levave 30e Alapati Leiua 65e Transformation(s) : Tusi Pisi (2/2) 30e, 66e Pénalité(s) : Tusi Pisi (4/4) 8e, 21e, 35e, 44e | Teufaiva Sport Stadium, Nuku'alofa 10 000 spectateurs Arbitre : Marius Mitrea (Italie) |
| 1er juillet 2017 15 h 00 TOT (UTC+13) | |         | | Teufaiva Sport Stadium, Nuku'alofa 10 000 spectateurs Arbitre : Marius Mitrea (Italie) |

### 2ejournée
| 8 juillet 2017 15 h 00 | Tonga | 10 – 14 | Fidji                                                              | Teufaiva Sport Stadium, Nuku'alofa 10 000 spectateurs Arbitre : Nick Briant (Nouvelle-Zélande) |
| 8 juillet 2017 15 h 00 | Essai(s) : Siegfried Fisiihoi 46e Transformation(s) : Sonatane Takulua (1/1) 47e Pénalité(s) : Sonatane Takulua (1/2) 25e |         | Essai(s) : Nakarawa 53e Pénalité(s) : Volavola (3/3) 14e, 65e, 72e | Teufaiva Sport Stadium, Nuku'alofa 10 000 spectateurs Arbitre : Nick Briant (Nouvelle-Zélande) |
| 8 juillet 2017 15 h 00 | |         |                                                                    | Teufaiva Sport Stadium, Nuku'alofa 10 000 spectateurs Arbitre : Nick Briant (Nouvelle-Zélande) |

### 3ejournée
| 15 juillet 2017 15 h 00 | Samoa | 16 – 38 | Fidji | Apia Park, Apia 6 500 spectateurs Arbitre : Paul Williams (Nouvelle-Zélande) |
| 15 juillet 2017 15 h 00 | Essai(s) : David Lemi 20e Transformation(s) : Tusi Pisi (1/1) 21e Pénalité(s) : Tusi Pisi (3/6) 27e, 33e, 37e |         | Essai(s) : Henry Seniloli (3) 10e , 23e , 42e Jale Vatubua 53e Api Ratuniyarawa 75e Transformation(s) : Ben Volavola (5/5) 11e, 24e, 43e, 54e, 76e Pénalité(s) : Ben Volavola (1/1) 62e | Apia Park, Apia 6 500 spectateurs Arbitre : Paul Williams (Nouvelle-Zélande) |
| 15 juillet 2017 15 h 00 | |         | | Apia Park, Apia 6 500 spectateurs Arbitre : Paul Williams (Nouvelle-Zélande) |